# Le Club Rythmique
Le Club Rythmique est un groupe de musique français de l'île de La Réunion. Il s'agit d'une formation de ségatiers lancée en 1968 par Jean-Jacques Cladère et qui se compose alors de Fred Espel, Michel Adelaïde et Bernard Bertini. Porté par le succès immédiat de son premier disque, sorti dès l'année de sa création, Le Club Rythmique évolue ensuite selon une géométrie variable et finit par intégrer plusieurs membres originaires de Madagascar. Lorsqu'il disparaît en 1975, il a à son crédit l'animation de nombreux bals populaires et réceptions officielles ainsi que plusieurs enregistrements en commun avec des artistes de la région, aussi bien réunionnais que mauriciens.

## Histoire
Le Club Rythmique a été lancé à la fin des années 1960 par Jean-Jacques Cladère, de passage à La Réunion. Cladère est alors le fondateur de la boîte de nuit Le Scotch Club, qu'il a ouverte en 1963 et gèrera jusqu'en 1975. Il est par ailleurs le créateur de la maison de disques Jackman et le propriétaire du premier studio d'enregistrement professionnel de l'île, où convergent presque tous les artistes de la scène réunionnaise de l'époque. Il a initié les carrières de Marie-Armande Moutou et Pierrette Payet, entre autres.
Un jour de 1968, Cladère repère Fred Espel, Michel Adélaïde et Bernard Bertini au cours d'une après-midi dansante qu'ils animent dans une gargotte de L'Étang-Salé. Il leur faut moins d'une semaine pour fonder Le Club Rythmique, dont la percée est très rapide. En effet, sorti dès 1968, le premier disque connaît dans l'île un succès immédiat grâce à ses titres Z'avocat marron et Le P'tit Rhum de La Réunion, qui sont « sur toutes les lèvres ». Le groupe devient le plus demandé pour animer les bals populaires.
Le Club Rythmique est bientôt sollicité, par ailleurs, par des chanteurs réunionnais souhaitant se faire accompagner. Il enregistre ainsi pour Benoîte Boulard, Jacqueline Farreyrol, Maxime Laope, Jacky Lechat ou Germaine Vinson, mais aussi pour les Mauriciens Mario Armel, Cyril Labonne et James Malherbe. Dans le même temps, la formation s'enrichit elle-même de nouveaux éléments au fil des départs des anciens : Didier Beusher, Bernard Brancard, Bernard Carpin, Roger Carpin, Alain Choby, Betty Ebrard, Roger Ebrard, Denis Gagneur et Janine Peretto passent tous par Le Club Rythmique à un moment ou un autre. Et lorsque Bernard Bertini finit par quitter le groupe, les Malgaches Del, Zizi, Suzy Raivo, Justin et Sylvain Marc compensent cette perte.
En 1975, Cladère part de l'île précipitamment, ce qui entraîne la fin de la formation. Fred Espel et Roger Carpin continueront les bals, mais le chanteur et percussionniste Michel Adélaïde, installé en métropole, mourra en 1989 dans un accident de voiture.

## Membres du groupe à différentes époques
| - Michel Adélaïde - Bernard Bertini, fondateur. - Didier Buecher. - Bernard Brancard. - Bernard Carpin. - Roger Carpin. - Germaine Vinson | - Alain Choby. - Del. - Betty Ebrard. - Roger Ebrard. - Fred Espel - Denis Gagneur. | - Justin. - Sylvain Marc. - Janine Peretto. - Suzy Raivo. - Zizi. |